# Verberie
Verberie är en kommun i departementet Oise i regionen Hauts-de-France i norra Frankrike. Kommunen ligger i kantonen Pont-Sainte-Maxence som tillhör arrondissementet Senlis. År 2022 hade Verberie 3 858 invånare.

## Befolkningsutveckling
Antalet invånare i kommunen Verberie
| Referens: INSEE |